# Милош Ђорић (лекар)
Милош Ђорић (10. октобар 1893—21. јун 1975) био је српски лекар (примаријус), књижевник, преводилац, публициста, добровољац у Балканском и Великом рату, градоначелник Земуна, шеф кожног одољења болница у Земуну, Београду и Нишу, носилац француског ордена Легије части. Његово име налази се на списку слободних зидара у Београду, уз одредницу – лекар из Земуна. Потиче из познате и признате лекарске и књижевничке породице (отац Никола био је окружни физикус, управник болнице, песник, романописац и један од инцијатива за оснивање Медицинског факултета у Србији), чију традицију је наставио и Милош, као примаријус медицине и књижевник.
Раме уз раме са Нестором Жучним (Прока Јовић), Сибом Миличићем, Ивом Ћипиком, Милутином Бојићем, учествовао је „ратној драми“ у Нишу, на Крфу и Острву Видо, Грчка. После великог рата у „Политици“, писао је дописе за „Београдску недељу“, Дружио се са многим пријатељима по писању књижевних дела, посебно и до последњих дана живота са Станиславом Винавером.

## Живот и каријера
Милош Ђорић, рођен је 10. октобра 1893. године у Нишу, у породици нишког лекара Николе (две године након што му је отац окончао студије медицине у Бечу) и мајке Јулке, као једно од њихових шесторо деце,
Прве године живота Милош је провео са породицом у Нишу, а затим је следила промене места боравка која је била повезане са службом оца Николе, тако да је Милош основно школовање завршио у Неготину и Шапцу. Гимназију, коју је започео у Шапцу завршио је у Трећој мушкој гимназији у Београду, 1912. године. Након матуре Милошево даље школовање пратили су прекиди узроковани ратовима у Краљевини Србији. Као болничар, добровољац учествовао је у Балканским ратовима од септембра 1912. до августа 1913. године, а као медицинар од 1914—1918 .године у Првоммсветском рату.
У октобру 1913. године, након окончања Балканског рата, напустио је војску и као државни питомац уписао редовне студије медицине, на факултету природних наука Универзитета у Нансију, Француска. Студије медицине је следеће 1914. године прекинуо након уласка Краљевине Србије у догађаје повезане са Првим светским ратом.
У току Великог рата најпре у Крагујевцу, а потом у Нишу, све до октобра 1915. године, Милош је делио судбину велике епидемије пегавог тифуса, са великанима српског санитета Моравске сталне војне болнице. Из Ниша, у судбонасно маршевање српске војске у повлачењу кроз Србију и албанске и црногорске гудуре, са целокупним особљем нишке Војне болнице, под командом др Владимира Станојевића повлачио се и Милош Ђорић. 
По доласку у болницу на острву Виду све време рата радио је медицинар Милош Ђорић, и несебично учествовао у збрињавању болесника.
Судбина мртвих, које је болница на Виду због недостатка гробаља за сахрану, бацала у море, и на стотину трагичних судбина које је чуо од српских војника на овом острву смрти, оставили су дубоки траг у Милошева сећања као будућег лекара и књижевника.
Када се у српској влади 1917. покренуло питање, још већег ангажовања медицинара на Солунском фронту, увидело се да ће и војска у рату и држава у миру имати од тога штете, јер је у томе тренутку у војсци према бројном стању недостајало 29 лекара, а по завршетку рата у земљи је настала велика оскудица у лекарима, имајући у виду да је преко 120 лекара у току рата већ било погинуло или умрло. Тада је влада одлучила да се студенти медицине не само оставе где су, него и да се на студије упуте сви медицинари старијих годишта за које се претпостављало да за краће време могу завршити студије (Краљевско српско војно министарство, Ф. Ђ. О. бр. 6 535 од 5. априла 1917). У преписци која је уследила, констатовано је да се на студијама налази четири медицинара, међу којима је био и Милош Ђорић, а да број оних који испуњавају тражени критеријум износи двадесет, Тако је влада одлучила да уместо ових медицинара издвоји средства за ангажовање грчких лекара на њихова упражњена места, што се ускоро, по ослобађању, показало као врло користан потез. Од стране војних власти на Крфу, у складу са наведеним одлукама 9. априла 1918. године, и Милошу Ђорићу издато је привремено решење о „неспособности“ за војску, како би од стране Министарства унутрашњих дела могао да добије одобрење за школовање у Тулузу, Француска, где је Милош настави започете студије медицине. Од школске 1918/1919. године. до пролећа 1923. Милош је у Француској студирао медицину. Дипломирао је 11. априла 1923. године, са докторантском тезом „О удруженом сифилисном нефритису“ (Nephrite syphilistique associée) и стекао звање доктора медицине.
Одмах је наставио медицинске специјалистичке студије, које је започео у париској болници „Сен Луј“ (1924/1925), а довршио ју београдској Општој државној болници, на Кожном одељењу. На кожном одељењу у Београду, као лекар секундарац радио је све до априла 1926. када је постао шеф Кожног одељења у Болници милосрдних сестара у Земуну. Док је службовао у земунској болници, др Милош Ђорић обављао је и дужност градоначелник Земуна (9. децембра 1931—31. марта 1934), последњег градоначелника пре него што ће Земун бити припојен Београду.
У Земуну милош Ђорић лечио је болеснике до лета 1941, када га је из државне службе „без права на пензију“ отпустила власт Независне Државе Хрватске, која је окупирала Земун. По протеривању из земунске болнице од августа 1941. године, Милош је руководио Кожним одељењем у Општој државној болници у Београду, све до новембра 1941. година када га хапси Гестапо. 
| „ | На седници шефова и примаријуса те болнице, Милоша су сменили са дужности, јер се поводом прочитаног „Апела српском народу“, изјаснио и објаснио због чега не може да га потпише. Апел су међутим потписали сви присутни сем њега и још једног колеге. Стога га, 5. новембра, хапси Гестапо и све до 14. децембра 1941. и држи као таоца у Бањичком логору. | ” |

По ослобођењу Југославије 1945. године, а на предлог тадашњег Главног санитетског савета, Милош Ђорић је постављен за шефа Кожног одељења у Београду. У том својству примљен је и од АВНОЈ-а у службу у народној власти. Међутим, убрзо, Решењем Министарства народног здравља Србије, од 19. фебруара 1946, Милоша је премештен из Београда у Ниш, за шефа Кожно – венеричног одељења Опште болнице у Нишу. На тој дужности остао је до пензионисања, 1959. године. 
Поседњих година свог животног века био је активан члан Друштва књижевника и књижевних преводилаца Ниша и сарадник Часописа за књижевност, уметност и друштвена питања Гледишта.
Милош Ђорић умро је у Нишу 21. јуна 1975. године, али је сахрањен, по његовој жељи, на београдском Новом гробљу.

## Дело

### Лекар учесник и сведок Балканског и Великог рата
У раном вихору Великог рата, Милош Николе Ђорић, несвршени студент медицине, или медицинар (како су их тада звали) у Моравској болници: 
| „ | Полагао је своје прве практичне испите из медицине у Ђаковици, Скадру, Љешу, у голготи повлачења преко завејаних планинских превоја, искрцавања на Крф усред јонске зиме. У том егзодусу српског народа, школске 1914-1918. године, генерације младих регрута, медицинара, студената и ђака полагали су свој испит зрелости. Многима је ускраћена могућност да изађу на испит, јер су остали заувек завејани, ђаци, студенти, регрути у вечитом строју, на ничијој земљи. | ” |

Одмах после специјализације др Милош Ђорић објавио је више научних и стручних радова из области дерматовенерологије, у нашим и иностраним (француским) часописима.
Остаће запамћен и Ђорићев рад у Нишу, у области дерматовенерологије, у осиромашном граду после Другог светског рата, погодном за развој кожних и венеричних болести. До одласка у пензију објавио је већи број радова из те области, а у оквиру дерматолошког одељења у Нишу основао је и „Лепрозоријум“.

### Заборављени српски песник
Још у младости, коју је провео у Шапцу, Милош је показао интересовање за књижевност. На то је утицала чињеница да се његов отац Никола бавио писањем али и друговање са Станиславом Винавером, у Шапцу, а касније у Београду, као и са Ивом Ћипиком, Милутином Бојићем и другим писцима из тог периода. Прве књижевне кораке направио је 1909. године у шабачкој гимназији, након којих му је 1910. у листу „Венац“ у рубрици „Омладински гласник“, објављен први текст под називом „Добра је књига најбољи пријатељ.“
Међутим, долазак Милоша у Београд, историчари књижевности везује за његово прво ступање међу српске књижевнике, и најчешће истичу да су његови књижевни почеци везани за лист „Пијемонт“, у коме је 1913. године објавио већи број запажених пародија под псеудонимом „Уздах Сутончић.“
У књижевном опусу Милоша Ђорића, везаном за догађаје у Великом рату, уочен је стид због писања. Директно Милошево учешће на острву смрти, Видо, у коме је био окружен језивим призором и свакодневни умирањем, утицало је на њижевност Милоша Ђорића. Тако је у њему настао песник, прозни и драмски писац, преводилац, али и творац једне запажене студију, коју је у то време само он могао написати. Вероватно је (због стида) био најјачи као пародичар (потписивао се псеудонимом „Уздах Сутончић“) – чак, равноправан у свом писању свом пријатељу Винаверу.
| „ | Па ипак је Милош Ђорић заборављен писац. Заборављен је из најмање неколико разлога. Први разлог је лако видљив: то је било његово одлажење из Београда након Другог светског рата (као последица његовог људског отпора) у који долази тек мртав! Али, чини ми се да је пресуднији разлог заборављања садржај његових романа, објављиваних у наставцима. Јер, тај садржај је нарушавао и доводио у питање слику о српско-грчком пријатељству. (Срби су на Крфу били на француској територији и од стране Грка – домородаца, нису били дочекани на најмање срдачно.) Друга битна ствар је другачије виђење многобројних смрти од званичног виђења смрти!!! Наиме, на острву Видо није било пегавог тифуса – умирало се од глади!!! | ” |

## Признања
- 1920 — Албанска споменица
- 1931. — Француски орден Легија части

## Објављена дела
У медицинском опусу и књижевном стваралаштву Милоша Ђорића незаобилазна су ова његова објављена дела:
- О глади преко Албаније (1919),
- Под шаторским крилом (1919),
- Кад млидијах мрети (1922),
- Nephrite syphilitique associée (1923)
- Реклинхаузенова болест (1924) ,
- Дерматолошке студије, прилози и прикази (1940),
- Поводом редње свеже заразне пликовњаче (1947),
- Ретке кожне болести (1951),
- Одговор Медицинском гласнику (1952),
- Дерматолошке студије, прилози и прикази са сликама (1953) ,
- Мисаоне песме препеви из француске лирике (1954),
- Хумореске (1955),
- Писма са кожног одељења (1956),
- Лаза К. Лазаревић, лекар и писац медицинскопсихолошки оглед (1958).